# Маячення
Мая́чення або маячі́ння (маячні́ іде́ї, маячня́, також ма́рення; лат. delirio) ― розлад мислення, що характеризується виникненням невідповідних реальності хворобливих уявлень, міркувань і висновків, яких хворий переконано дотримується й котрі не піддаються корекції. Цю тріаду сформульовано 1913 року Карлом Ясперсом, який підкреслював, що зазначені ознаки є поверхові, не відображають сутності маячного розладу й не визначають, а тільки припускають наявність маячіння.
Маячення виникає тільки на патологічній основі та відрізняється від уявлень, заснованих на помилковій чи неповній інформації, конфабуляцій, догм, ілюзій або інших ефектів сприйняття.
Визначення маячіння дає Ганс Вальтер Груле: «встановлення зв'язку відношення без підстави», тобто некоректоване встановлення відношень між подіями без достатньої для цього підстави.
Маячення, як правило, трапляється в контексті неврологічних або психічних розладів, хоча воно не прив'язане до якогось конкретного розладу і спостерігається в контексті багатьох патологічних станів (як фізичних, так і психічних). Однак воно має важливе діагностичне значення у психозах, як-от шизофренії, парафренії, маніакальних епізодах біполярного розладу і депресивному психозі. Принципово важливо, що маячіння, бувши розладом мислення, тобто однієї зі сфер психіки, водночас — симптом ураження головного мозку людини.
Лікування маячіння, за уявленнями сучасної медицини, можливе лише методами, які впливають безпосередньо на головний мозок, тобто психофармакотерапією (наприклад, антипсихотиками) і біологічними методами — електро- та ліка́рським шоком, інсуліновими, антропіновими комами. Останні засоби особливо ефективні при діянні на резидуальне й інкапсульоване маячіння. [джерело?]
Відомий дослідник шизофренії Ойген Блейлер зазначав, що маячення завжди:
— егоцентричне, тобто має суттєве значення для особистості хворого; і
— має яре афективне забарвлення, позаяк виникає на підґрунті внутрішньої потреби («потреби маячні» за Емілем Крепеліном), а внутрішні потреби можуть бути тільки афективними.[джерело?]
Згідно з дослідженнями, проведеними ще Вільгельмом Ґрізінґером у XIX столітті, загалом маячіння за механізмом розвитку не має виражених культурологічних, національних та історичних особливостей. Разом з тим можливий культурний патоморфоз маячіння: якщо в Середньовіччі переважали маячні ідеї, пов'язані з одержимістю, магією, приворотом, то в наш час часто трапляється маячення впливу «телепатією», «біострумами» або «радаром».
У звичайній мові поняття «маячня» має значення, відмінне від наукового психіатричного, що призводить до його некоректного з наукового погляду використання. Наприклад, маячнею в побуті називають гарячковий стан, що виникає в соматичних хворих із підвищеною температурою тіла (наприклад, за інфекційних захворювань) й зазвичай супроводжується незв'язною, невиразною, беззмістовною мовою. З клінічної точки зору явище безтямного, безладного говоріння в гарячці або уві сні слід називати маренням або аменцією (від лат. amentia — безумство). На відміну від маячіння, це якісний розлад свідомості, а не мислення. Також у побуті маячнею хибно[джерело?] називають інші психічні порушення, наприклад, галюцинації. У переносному значенні маячнею вважають будь-які безглузді та незв'язні ідеї.

## Визначення
Карл Ясперс у своїй праці «Загальна психопатологія» вперше навів три основні критерії, за наявності яких уявлення вважається маячним:
- переконаність (особа абсолютно впевнена в реальності чогось);
- невиправність (уявлення не змінюються попри наведення переконливих контраргументів або доказів протилежного);
- неможливість існування того, чого стосується уявлення, або його хибність (уявлення неймовірне, дивне або явно не відповідне дійсності).[15]

## Причини
З поясненням причин маячень досі спостерігаються складнощі. Розроблено декілька теорій. Одна з них – генетична, або біологічна теорія, яка стверджує, що близькі родичі людей з маячними розладами, мають підвищений ризик зазнати впливу маячень. Інша теорія — дисфункція когнітивної діяльності; згідно з цією теорією, маячення можуть виникнути з викривлених способів пояснення життя. Третя теорія говорить про мотивовані або захисні маячення. Згідно з ними, люди, що схильні до маячень, починають їх переживати у ті моменти, коли їм не вдається адекватно впоратися зі своїм життям і стає складно підтримувати високу самооцінку. У цих випадках людина, щоб зберегти позитивну думку про себе, починає бачити в інших людях причину своїх особистих складнощів.

### Конкретні маячення
Найзначніші два чинники у виникненні маячень: 1) розлад функціонування мозку; 2) фонові впливи темпераменту та типу особистості.
Підвищений рівень дофаміну визнається симптомом розладу функціонування мозку. Те, що такий рівень необхідний для продовження наявності певних маячень, було вивчено в рамках попереднього дослідження маячного розладу (психозу), яке було проведено з метою з'ясувати, чи шизофренія є психозом, пов'язаним з рівнем дофаміну. Дослідження дало позитивні результати — маячення ревнощів і переслідувань мали відмінні рівні метаболітів дофаміну (можливо, генетичні). Це можна розглядати як попередні результати, бо дослідження вказувало на потребу подальших досліджень на більших вибірках.

## Повторювані теми у маячних розладах
Є низка сталих тем, які повторюються в маяченнях:
- маячення зовнішнього контролю: пацієнт вважає, що інша людина, група людей або зовнішня сила контролює її/його думки, почуття, імпульси або поведінку;
- синдром Котара: пацієнт вважає, що він/вона не існує або помер(ла);[20]
- маячні ревнощі: помилкове уявлення, що дружина/чоловік зраджує, за відсутності доказів цього;
- маячення підданості читанню думок: пацієнт вважає, що інші можуть читати його/її думки;
- маячення стосунку до себе: пацієнт інтерпретує навіть незначні зауваження, події або предмети з його/її середовища як такі, що мають надзвичайне значення для його/її життя, звернені до нього/неї;
- еротоманія: пацієнт переконаний, що інша людина закохана у нього/неї;
- соматичні маячення, які стосуються функціонування тіла або власних органів: пацієнт вважає, що має хворобу або що в його/її тілі відбулися якісь зміни; конкретним прикладом цього є маячний паразитоз — переконаність у зараженні комахами, бактеріями, паразитами.
- сутяжно-кверулянтські маячення — хворобливе привласнення місії боротьби з перебільшеними неіснуючими або уявними недоліками;